# Mirror's Edge
Mirror's Edge er et first-person action-adventure-spil lavet af EA og Digital Illusions CE (DICE), og udkom den 14. november 2008 til Playstation 3 og Xbox 360. PC-versionen blev udgivet den 16. januar i Europa.
Spillet blev offentliggjort den 10. juli 2007 og bruger Unreal Engine 3 med en ny lysopløsning, udviklet af DICE. Spillet har en realistisk, lys stil og skiller sig ud fra de fleste andre first-person-spil ved at spilleren kan undføre en bred række parkour-inspirerede bevægelser, som at glide under barriere, rullefald, løbe på vægge, hoppe fra hus til hus. Dette er muligt ved intet head-up display (HUD), samt en synsvinkel der inkorporerer ben og arme som derfor ofte vises på skærmen.
Spillet er sat i et futuristisk dystopisk samfund, hvor kommunikation er stærkt overvåget af et totalitært styre. Heraf er der opstået et netværk af runners (løbere), herunder hovedfiguren, Faith, der er sender beskeder og samtidig undgår regeringens overvågning.
En demo blev udgivet den 30. oktober 2008 til Playstation 3 og den 31. oktober 2008 til Xbox 360.

## Mirror's Edge Catalyst
I 2013 offentliggjorde Electronic Arts officielt, at der ville komme en 2'er til spillet. Endvidere er det blevet fastslået at forsættelsen vil være en forhistorie omhandlende hovedpersonen Faiths fortid. I Januar 2014 udmeldte Forfatteren Rhianna Pratchett, at ingen af spillets tidligere forfattere ville indgå i udviklingen af 2'eren. Spillets titel, Mirror's Edge Catalyst, blev offentliggjort i 2014.

## Tegneserie
Under Comic-Con 2008, annoncerede DICE, at de ville lave en begrænset runner tegneserie bog baseret på spillet sammen med DC Comics WildStorm. Tegneserien er tegnet af Matthew Dow Smith og skrevet af Rhianna Pratchett

## Soundtrack
Den 7. oktober 2008, EA annoncerede et Mirror's Edge remix album med Mirror's Edge tema sang "Still Alive" (ikke til forveksling med sangen "Still Alive" fra spillet Portal) af den svenske musiker Lisa Miskovsky sammen med 5 remixes af sangen af Benny Benassi, Junkie XL, Paul van Dyk, Teddybears og Armand Van Helden. album, titel Still Alive – the Remixes, blev udgivet den 11. november 2008.

## Forsættelser
Owen O'Brien, producer af spillet, har givet til kende, at han har en plan om at gøre spillet til en trilogi, idet han sagde: "Historien vi fortæller i øjeblikket er en form for trilogi."

## Flash spil
Et Flash-spil baseret på Mirror's Edge, der hedder Mirror's Edge 2D, er i beta.